# Classics (album de Aphex Twin)
Pour les articles homonymes, voir Classics.
Albums de The Aphex Twin
(Richard D. James)
Selected Ambient Works Volume II
(1994) Ventolin
(1995)
Classics est un album de musique électronique de Richard D. James, paru sous son alias de The Aphex Twin, sorti en décembre 1994 sur le label R&S Records.
Classics contient les deux premiers maxis de James, Digeridoo et Xylem Tube, combinés sur un seul CD, ainsi que deux remixes de We Have Arrived de Mescalinum United et une version "live" de Digeridoo.
Selon Jean-Yves Leloup, les morceaux de l'album se caractérisent par « des architectures rythmiques élaborées, aux sons saturés, qui rappellent la techno la plus extrême jouée dans les raves clandestines ».

## Liste des morceaux
| No  | Titre                                                    | Durée |
| --- | -------------------------------------------------------- | ----- |
| 1.  | Digeridoo                                                | 7:11  |
| 2.  | Flaphead                                                 | 7:00  |
| 3.  | Phloam                                                   | 5:33  |
| 4.  | Isopropanol                                              | 6:23  |
| 5.  | Polynomial-C                                             | 4:46  |
| 6.  | Tamphex (Headphuq Mix)                                   | 6:31  |
| 7.  | Phlange Phace                                            | 5:22  |
| 8.  | Dodeccaheedron                                           | 6:08  |
| 9.  | Analogue Bubblebath 1                                    | 4:46  |
| 10. | Metapharstic                                             | 4:33  |
| 11. | Mescalinum United - We Have Arrived (Aphex Twin QQT Mix) | 4:23  |
| 12. | Mescalinum United - We Have Arrived (Aphex Twin TTQ Mix) | 5:06  |
| 13. | Digeridoo (Live in Cornwall, 1990)                       | 6:21  |

## Classements
| Classement (1995)             | Meilleure position |
| ----------------------------- | ------------------ |
| Royaume-Uni (UK Albums Chart) | 24                 |